# Las Gil
Las Gil es un dúo de música balada-pop de México, formado en 1978 por las hermanas Noemí Gil (1951) y Josefina Gil (1953-2008), quien después de un año dejó el dúo y fue reemplazada por la hermana menor, Gloria Gil (1958). Lanzaron siete álbumes de estudio, hasta su separación en 1992, y dejaron un legado en la historia de la música mexicana.

## Carrera
Las hermanas Gil nacieron en Argentina, siendo hijas de españoles, aun siendo jóvenes emigraron a México junto a sus padres, país en el cual obtuvieron la nacionalidad mexicana. Desde temprana edad las tres hermanas presentaron gusto por la música. En 1978 Noemí y Josefina deciden formar el dúo conocido como Las hermanas Gil o simplemente Las Gil, realizando su debut en el programa de televisión Variedades de medianoche, a la vez que presentaron su primer material discográfico. Un año después, Josefina decidió abandonar su carrera como cantante para dedicarse a la crianza de sus dos hijos: María Fernanda y Francisco, dejando en su lugar a la hermana menor, Gloria.
Iniciando la década de los año '80, las hermanas continuaron con la promoción de su primer álbum. Al llegar 1982, grabaron su segundo material discográfico, que contó con cinco temas nuevos. Camilo Sesto, quien se encontraba en México, propuso producirles un tercer álbum, que se grabó en el estado de México, titulado "Más cerca de ti". Una vez presentado el álbum, las hermanas realizaron una gira por España. A su regreso a México, prosiguieron con la promoción del segundo y tercer álbumes, participando en el programa Siempre en domingo, con el apoyo de Raúl Velasco. Durante 1986, volvieron al estudio de grabación para la producción de su cuarto disco, el que las llevaría a cambiar el nombre del dúo para ser conocidas como Gloria y Noemí. El éxito del álbum las llevó a participar en varios programas de televisión como Esta noche se improvisa, invitadas por Verónica Castro, y Un canto desde Guadalajara, siendo invitadas por el cantante  Víctor Yturbe "El Pirulí". El episodio fue realizado en locaciones de  Guadalajara y Puerto Vallarta, lugar donde el dúo grabó un videoclip que se mostró durante la emisión del episodio, además de realizar giras en diferentes puntos de la república mexicana como Yucatán y San Luis Potosí. En 1988, Gloria y Noemí grabaron su quinto álbum, teniendo entre su equipo de producción al compositor Miguel Luna. El disco fue presentado con éxito y las hermanas realizaron giras presentándose en palenques, destacando en presentaciones en Tijuana. Durante 1989, Carlos Daniel Bautista se comprometió en matrimonio con Gloria, además de producir el sexto álbum del dúo, titulado  Corazón de cristal. En 1990, Gloria y Noemí graban el álbum especial "Únete a los optimistas" junto a otros intérpretes como Coque Muñiz, Francisco Xavier, Ivonne e Ivette y  La onda vaselina. En 1991, las Gil continuaron su gira artística a la par que Gloria dio a luz a su primogénito. En 1992, Gloria y Noemí grabaron su séptimo y último disco, titulado "Hermanas"; una vez que se lanzó al mercado, el dúo decidió separarse. Gloria se dedicó a su familia, mientras Noemí se convirtió en una segunda madre para su sobrina María Fernanda.[cita requerida]

### Actualidad
- Noemí, al separarse el dúo continuó trabajando en el medio musical al convertirse en la segunda madre de su sobrina María Fernanda, quien se convertiría en la cantante conocida como Fey. En la actualidad, Noemí posee un restaurante en Polanco, en la Ciudad de México, en el cual se realizan presentaciones musicales de cantantes independientes.
- Josefina abandonó el dúo un año después de su formación para cuidar a sus hijos María Fernanda y Francisco. En el 2008, Josefina murió en la Ciudad de México, después de luchar contra el cáncer.
- Gloria se dedicó a su vida personal tras la desintegración del dúo, y fue madre de tres hijos varones que heredaron su talento artístico: Daniel (DJ), Mario Bautista (cantante) y Jan Carlo (actor).

### Discografía
- Las hermanas Gil (1978)
- Las Gil (1982)
- Más cerca de ti (1982)
- Para quererte (1986)
- Gloria y Noemí (1988)
- Corazón de cristal (1989)
- Hermanas (1992)

### Álbum especial
- Únete a los optimistas (1990) (junto a Coque Muñiz,  Francisco Xavier, Ivonne e Ivette y  La onda vaselina)